# Kacem El Ghazzali

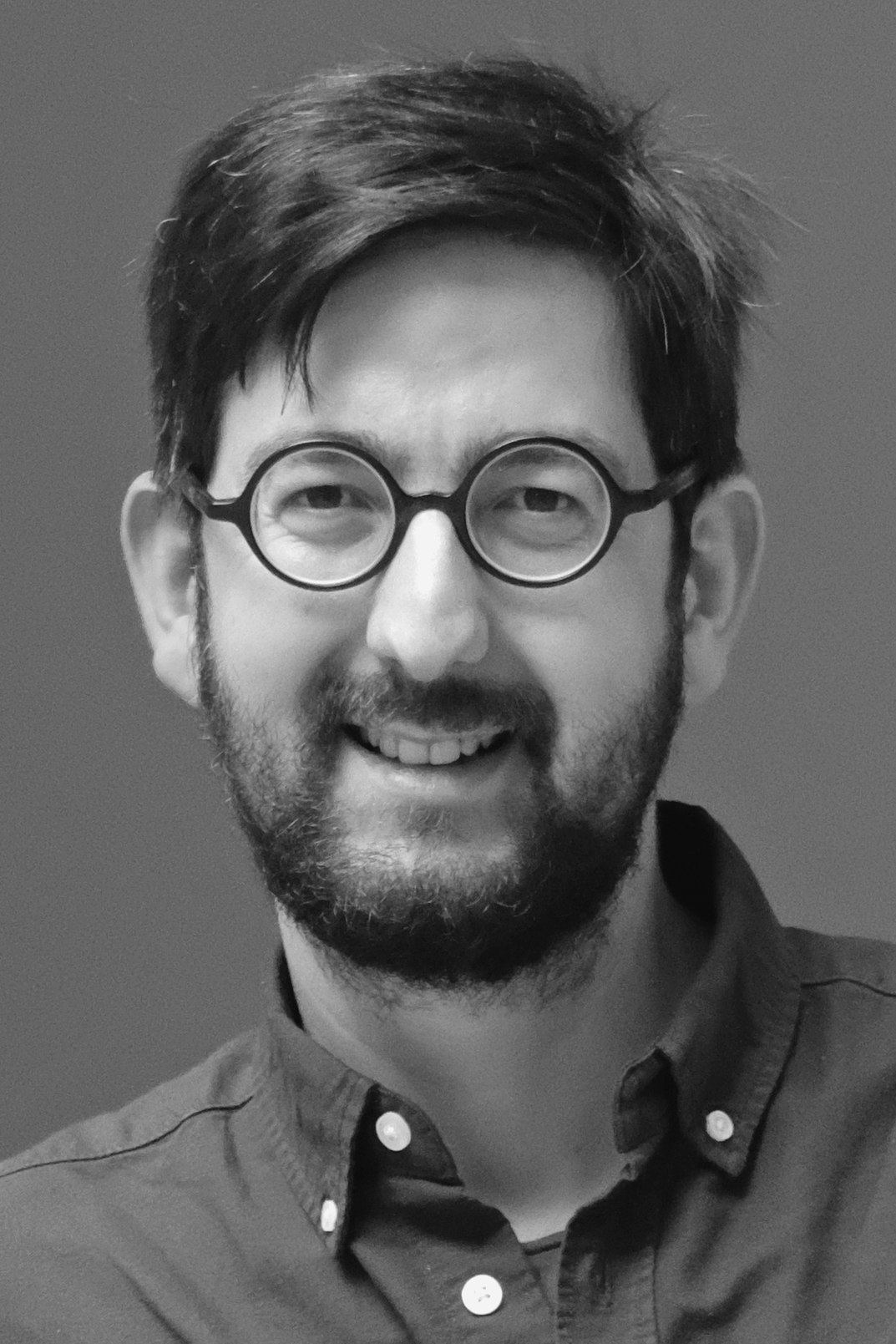
Kacem El Ghazzali, 2020

Kacem El Ghazzali (Zentralatlas-Tamazight ⵇⴰⵙⵎ ⵍⵖⴰⵣⴰⵍⵉ Qasem Lɣazali; geb. 24. Juni 1990) ist ein Essayist und Aktivist marokkanischer Herkunft. In seinen Schriften betont er die Wichtigkeit der Gedankenfreiheit, die in den islamischen Ländern oft fehle.
Seine Artikel werden in der Richard Dawkins Foundation, Fair Observer, Huffington Post, Le Monde, NZZ, FAZ, Basler Zeitung u. a. veröffentlicht.
Im Jahr 2017 erhielt El Ghazzali die Schweizer Staatsbürgerschaft und wurde von der Basler Zeitung zu einem der 12 einflussreichsten Schweizer Intellektuellen des Jahres gewählt. El Ghazzali wurde auch von der Sonntagszeitung des Tages-Anzeiger unter 30 weiteren Persönlichkeiten zum Schweizer des Jahres 2018 ernannt.

## Leben
Kacem El Ghazzali stammt aus einer sufistischen marokkanischen Berber-Familie. Sein Großvater baute in seinem Dorf eine Moschee; sein Vater, ein Zahnarzt, wollte, dass er ein Imam wird. Doch er verliess die Koranschule, unterstützt darin von seinem heimlich atheistischen Onkel, der ihm auch westliche Literatur vermittelte, von Marx, Darwin, Spinoza, Voltaire. Die Aufklärung fasziniert ihn, denn er entdeckte, dass «der Westen» einst genauso geknechtet war von religiösen Dogmen. Auch wenn der Sufismus, innerhalb des strengen Islams, einen mystischen, «undogmatischen» Islam predigt, empfand El Ghazzali die Religion seiner Familie als restriktiv und kontrollierend.
Kurz wandte er sich den Linken zu – «für die war Marx wie ein Imam» – und begann als 17-Jähriger anonym zu bloggen, kritisierte die Unterdrückung und Verfolgung von Frauen, Homosexuellen und Apostaten in der islamischen Welt. Nachdem er geoutet worden ist, begann seine Verfolgung. Er versteckte sich in der Grossstadt Rabat, wo er den Schweizer Botschafter mit schriftlichen Belegen davon überzeugen konnte, dass er aus religiösen Gründen verfolgt wurde. 2011 flog er mit Unterstützung schweizerischer Freidenker nach Genf. Bis zur 2017 erfolgten Zuerkennung der schweizerischen Staatsbürgerschaft lebte er als anerkannter Flüchtling in der Schweiz.

## Blogging und Aktivismus
El Ghazzali war bis 2012 der Autor des Bahmut-Blogs und hat wegen seiner Ansichten eine Reihe von Todesdrohungen erhalten. Sein Blog diskutierte Themen von Meinungsfreiheit bis zum politischen Islam.
Er war früher Leiter des Jugendverbandes des marokkanischen Zentrums für Menschenrechte und ist Vorstandsmitglied des marokkanischen Blogger-Verbandes und des Bloggerzirkels cyberdissidents.org, wobei er von letzterem auch einer seiner Gründer ist.
Im Jahr 2012 startete er die Initiative „Mayasaminch“, die sich an Marokkaner wendet, die den Ramadan nicht befolgen, und sie auffordert, öffentlich zu essen. Marokkanern in nichtjüdischen Familien ist es per Gesetz verboten, während des Ramadans in der Öffentlichkeit zu trinken, zu essen oder zu rauchen.
El Ghazzali war ein Redner auf der 47. Session des St. Gallen Symposium und war Mitglied des „Leaders of Tomorrow-Knowledge Pool“.
In der Schweiz erschienen von Kacem El Ghazzali Artikel in der NZZ, BaZ und Weltwoche. Auch in der Huffington Post hat Kacem El Ghazzali Artikel veröffentlicht.

## Menschenrechte am UNO-Menschenrechtsrat

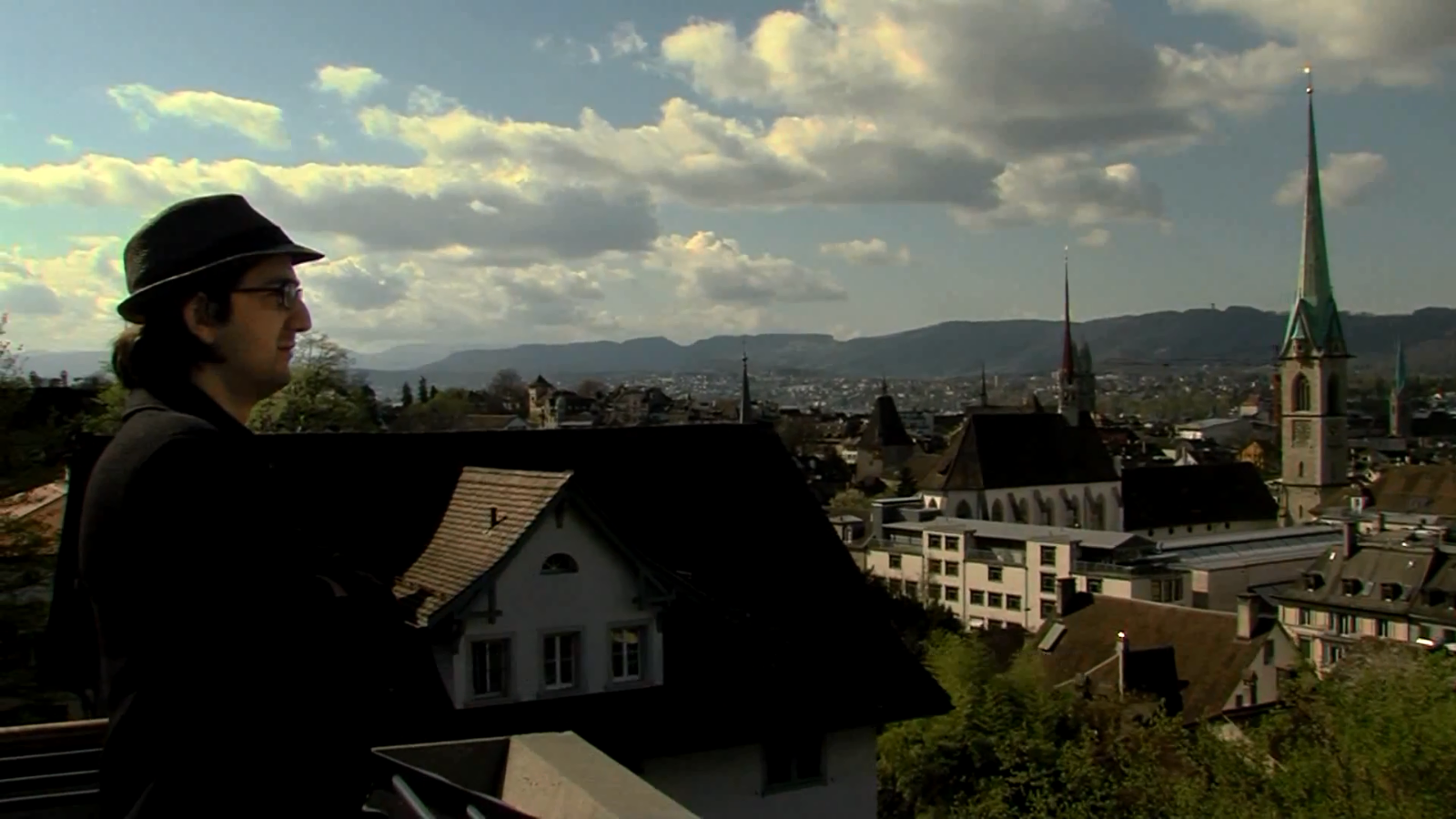
El Ghazzali mit Blick auf Zürich, 2014

Seit 2012 ist El Ghazzali als Repräsentant der International Humanist and Ethical Union bei den Vereinten Nationen in Genf tätig, wo er unter anderem Saudi-Arabien für die Verfolgung von Freidenkern und Liberalen wie des Poeten Hamza Kaschgari und des Bloggers Raif Badawi anklagte. El Ghazzali kritisierte auch sein Heimatland Marokko dafür, dass es mit nicht-rechtsstaatlichen Mitteln die Stimmen von Atheisten zum Schweigen bringe. Während der 25. Sitzung des Menschenrechtsrats kritisierte El Ghazzali die Tatsache, dass mehrere Staaten, in denen verurteilte „Gotteslästerer“ derzeit im Gefängnis sitzen, auch aktuelle Mitglieder des Menschenrechtsrats sind.

## Raif Badawi Foundation
Im September 2015 kündigte Ensaf Haidar die Gründung der Raif-Badawi-Stiftung an, die nach ihrem Ehemann benannt wurde. Dieser sitzt in Saudi-Arabien eine jahrzehntelange Gefängnisstrafe ab und ist wegen seiner religiösen und politischen Meinungsäusserungen zu 1000 Peitschenhieben verurteilt. El Ghazzali wurde als wissenschaftlicher Leiter der Raif-Badawi-Stiftung für Freiheit gewählt.

## Veröffentlichungen
- Casablanca Geneva flight number: 8J540 (Roman auf Arabisch), 2013.[18]